# Dernbach, Neuwied
Dernbach este o comună din landul Renania-Palatinat, Germania.